# فرمان و تسخیر (مجموعه بازی)
فرمان و تسخیر (سری بازی)، (عنوان انگلیسی: Command & Conquer (C&C)) یک سری بازی‌های ویدئویی استراتژی زمان واقعی (RTS) است، که برای اولین بار توسط استودیو وستوود (به انگلیسی: Westwood Studios) ساخته شد.
اولین بازی این سری یکی از قدیمی‌ترین بازی‌های سبک RTS است که خود بر اساس بازی استراتژیک قدرتمند از استودیو وستوود به نام دوون ۲ (به انگلیسی: Dune II) ساخته شد. این سری شامل میان‌پرده‌های ویدیوهای تمام-متحرک (ترکیب ویدیوهای ضبط شده و عوامل بازی) با گروهی از بازیگران برای پیشبرد داستان، برخلاف میان‌پرده‌های رندر شده دیجیتالی در بازی‌های دیگر است.
استودیو وستوود در سال ۱۹۹۸ توسط شرکت الکترونیک آرتس خریداری و در سال ۲۰۰۳ تعطیل شد. استودیو و برخی از اعضای آن جذب دنجر کلوس گیمز شدند که به توسعه سری ادامه داند.

## تاریخچه
| ۱۹۹۵ | فرمان و تسخیر (بازی ویدئویی ۱۹۹۵)                                           |
| ۱۹۹۶ | فرماندهی و تسخیر: هشدار سرخ (بازی ویدئویی)                                  |
| ۱۹۹۷ | Command & Conquer: Sole Survivor                                            |
| ۱۹۹۸ |                                                                             |
| ۱۹۹۹ | Command & Conquer: Tiberian Sun                                             |
| ۲۰۰۰ | فرمان و تسخیر: هشدار قرمز ۲                                                 |
| ۲۰۰۱ | Command & Conquer: Yuri's Revenge                                           |
| ۲۰۰۲ | Command & Conquer: Renegade                                                 |
| ۲۰۰۳ | فرمان و تسخیر: ژنرال‌ها فرمان و تسخیر: ژنرال‌ها - ساعت صفر                    |
| ۲۰۰۴ |                                                                             |
| ۲۰۰۵ |                                                                             |
| ۲۰۰۶ | Command & Conquer: The First Decade                                         |
| ۲۰۰۷ | فرماندهی و تسخیر: جنگ تایبریوم                                              |
| ۲۰۰۸ | فرماندهی و تسخیر: خشم کین فرمان و تسخیر: هشدار قرمز ۳                       |
| ۲۰۰۹ |                                                                             |
| ۲۰۱۰ | فرماندهی و تسخیر: گرگ و میش تایبریوم                                        |
| ۲۰۱۱ |                                                                             |
| ۲۰۱۲ | فرماندهی و تسخیر: اتحاد تایبریوم Command & Conquer: The Ultimate Collection |
| ۲۰۱۳ |                                                                             |
| ۲۰۱۴ |                                                                             |
| ۲۰۱۵ |                                                                             |
| ۲۰۱۶ |                                                                             |
| ۲۰۱۷ |                                                                             |
| ۲۰۱۸ | Command & Conquer: Rivals                                                   |
| ۲۰۱۹ |                                                                             |
| ۲۰۲۰ | Command & Conquer Remastered Collection                                     |

پس از اینکه استودیو وستوود بازی تحسین شده Dune II را توسعه داد، دنیای بازی‌های رایانه ای در سال ۱۹۹۳ گزارش داد که این شرکت از مجوز Dune برای بازی استراتژی بعدی وستوود استفاده نمی‌کند «بیشتر به‌دلیل خسته شدن برنامه نویسان از زمینه شنی بازی». این مجله اعلام کرد که «زمینه و دشمنان جدید» وجود خواهند داشت و «تیم طراحی در مورد ساخت یک نسخه چند نفره جدی است».
فرمان و تسخیر (۱۹۹۵) توسط وستوود در سال ۱۹۹۵ در سراسر جهان منتشر شد. داستان در آینده ای نزدیک اتفاق می‌افتد که در آن زمین توسط یک ماده مرموز به نام تایبریوم آلوده می‌شود.
یک جنگ جهانی بین بخش دفاع جهانی تشکیل شده توسط سازمان ملل برای مهار آن و فرقه و انجمن شبه دولتی انقلابی برادری ناد(Nod)، به رهبری کین (شخصیت مرموز این سری)، که به دنبال مهار آن است، درمی‌گیرد.
این بازی بسیار موفق آمیز جلوه کرد و پس از آن فرماندهی و تسخیر: هشدار سرخ در سال ۱۹۹۶ در دنباله سری قبلی ساخته شد که داستان آن در یک جهانی دیگر اتفاق می‌افتد که در آن اتحاد جماهیر شوروی با متفقین می‌جنگد.
سری هشدار قرمز که به عنوان پیش‌درآمدی از نسخه اصلی ساخته شد، به یک سری مجزا همراه با سبک و کمیک تبدیل شد، در حالی که بازی اصلی و دنباله‌های آن با حفظ گونه علمی تخیلی و سرسختانه خود همچون عنوان سری تایبریوم "Tiberium" شناخته شدند. در نتیجه بازی اول گاهی با عنوان طلوع تایبری‌ها شناخته می‌شود.
بازی اصلی خورشید تایبری(Command &amp; Conquer: Tiberian Sun) در سال ۱۹۹۹ و بسته الحاقی آن فایر استورم (به انگلیسی: Firestorm) عرض شد.
در سال ۲۰۰۲، استودیو وستوود بازی Command &amp; Conquer: Renegade را منتشر کرد که یک بازی تیراندازی اول شخص است. Renegade به دلیل قابلیت آنلاین بازی مورد ستایش قرار گرفت.
یک بازی اسپین‌آف در سال ۲۰۰۳، فرمان و تسخیر: ژنرال‌ها، که در آینده‌ای نزدیک رخ می‌دهد با دیدی واقع‌گرایانه‌تر و با حضور ایالات متحده، چین و ارتش آزادی‌بخش جهانی(GLA) اتفاق می‌افتد، با بسته الحاقی به نام ساعت صفر برایش منتشر شد.
فرماندهی و تسخیر: جنگ تایبریوم در سال ۲۰۰۷ منتشر شد و پس از آن بسته الحاقی فرماندهی و تسخیر: خشم کین منتشر شد.
فرماندهی و تسخیر: گرگ و میش تایبریوم که در سال ۲۰۱۰ به عنوان پایان حماسه تایبریوم منتشر شد و به دلیل انحراف از گیم پلی و داستان پیشین، نقدهای پراکنده‌ای دریافت کرد.
سری هشدار قرمز با عنوان فرمان و تسخیر: هشدار قرمز ۲ در سال ۲۰۰۰ ادامه یافت.
در پی گسترش آن، فرمان و تسخیر: انتقام یوری و فرمان و تسخیر: هشدار قرمز ۳ در سال ۲۰۰۸ منتشر شدند، که دسته سومی با فناوری رباتیک و پیشرفته را به نام Empire of the Rising Sun را معرفی کرد که در عمل امپراطوری  ژاپن بود .
این سری عمدتاً برای رایانه‌های شخصی که از سیستم عامل ویندوز استفاده می‌کنند، توسعه یافته، اگرچه برخی از عنوان‌ها آن به کنسول‌های بازی مختلف و مکینتاش منتقل شده‌اند. بازی‌های دیگری برای پلتفرم‌هایی مانند آی او اس iOS و تحت وب نیز ساخته شده‌اند.
در ژوئیه ۲۰۱۰، سری فرمان و تسخیر از یازده بازی و هشت بسته الحاقی تشکیل می‌شد. سه بازی اول این سری به صورت رایگان برای معرفی جانشینان منتشر شده‌است.
یک بازی رایگان با عنوان فرمان و تسخیر: ژنرال‌ها ۲ با استودیو ویکتوری گیمز در حال ساخت بود و قرار شد بازی بعدی این سری باشد و انتظار می‌رفت در سال ۲۰۱۳ منتشر شود. با این حال، پس از یک دوره وقفه کوتاه، بازی کنسل شد و ویکتوری گیمز توسط EA منحل شد.
سری فرمان و تسخیر با فروش بیش از ۳۰ میلیون نسخه از این سری بازی تا سال ۲۰۰۹ به یک موفقیت تجاری دست پیدا کرد.

## روند بازی
عنوان‌ها سری فرمان و تسخیر، به استثنای بازی تیراندازی اول شخص Command &amp; Conquer: Renegade یک بازی استراتژی هم‌زمان است. یکی از عناصر اصلی این سری، کمپین‌های موازی و متنوع مرتبط با خط داستانی اصلی است. بازی‌های این سری همچنین گزینه بازی چند نفره از طریق اتصال LAN و مودم دارا است.
همه بازی‌های این سری به همراه بازی آنلاین دارای بخش مسابقات «Skirmish» هستند که در آن بازیکنان می‌توانند با دشمنان هوش مصنوعی رو در رو شوند.
همه بازی‌های استراتژی هم‌زمان فرمان و تسخیر به جز فرمان و تسخیر: ژنرال‌ها و بسط‌های آن، برخلاف بسیاری از بازی‌های مشابه در این سبک که نوار کنترل در پایین صفحه قرار دارد، «نوار کناری» برای پیشبرد و کنترل بازی قرار داده شده‌است.
روند بازی سری فرمان و تسخیر معمولاً به بازیکن نیاز دارد که یک پایگاه بسازد و منابعی به دست آورد تا بتواند بودجه تولید مداوم انواعی از نیروها را برای حمله و تسخیر پایگاه حریف تأمین کند.
تمام ساختارهای موجود گروه انتخاب شده توسط بازیکن در محلی معین شده به نام «زمین ساخت و ساز» ساخته می‌شوند - که معمولاً با وسایل نقلیه با اندازه بزرگ(MCV یا وسیله نقلیه-ساختمانی-متحرک) یا با کارگران شروع به ساخته شدن می‌کنند. که می‌توانند خود را در محوطه‌های ساختمانی یادشده مستقر کنند. هنگامی که یک حیاط ساخت و ساز ساخت یک سازه جدید را به پایان رساند، بازیکن می‌تواند یک نقطه نزدیک به سازه از قبل موجود را برای قرار دادن انتخاب کند، که پیش سازه به شیوه انتخاب شده و براساس کارایی آن ساخته می‌شود.
در تمام بازی‌های این سری به جز فرمان و تسخیر: ژنرال‌ها و بسته الحاقی آن یعنی ساعت صفر، مواد مورد نیاز توسط واحدهای تخصصی «harvester» که محموله‌های خود را (تایبریوم برای سری بازی‌های تایبری یا سنگ‌های معدن و گاه ارزشمندتر در سری هشدار قرمز) به یک ساختار "refinery" می‌آورند و این پالایشگاه‌ها به نوبه خود مواد خام را به منابع قابل استفاده تبدیل می‌کنند که به صورت اعتبار درون بازی بیان می‌شود.
خود مواد خام، در بازی‌هایی که قبل از هشدار قرمز ۲ و همچنین فرمان و تسخیر ۳ منتشر شده‌اند، به فضای ذخیره‌سازی به شکل پالایشگاه‌ها و در صورت وجود بیش از حد، منابع به ساختارهای «storage silo» نیاز دارند.
در بازی ژنرال‌ها و ساعت صفر، اعتبار درون بازی به دو روش جمع‌آوری می‌شود: جمع‌آوری ذخایر اعتباری توسط واحدهای اختصاصی و تبدیل آنها به پول در «supply centers» ها.
یا تولید مستقیم واحدهای اختصاص یافته، سازه‌ها یا ساختمان‌های پیشرفته در یک بازه‌های زمانی تعیین شده درون بازی.
همه جناح‌های داخل بازی دارای ساختارها و واحدهایی با عملکردهای مشابه هستند. با این حال، آنها برای تناسب با موضوع و فعالیت هر جناح تنظیم شده‌اند و تا حدودی ویژگی‌های عملکردی متفاوتی دارند. واحدها را می‌توان به پیاده‌نظام، وسایل نقلیه و هواپیماها دسته‌بندی کرد که هر کدام دارای زیرمجموعه‌های خاص خود هستند (توجه داشته باشید: در سری هشدار قرمز، کشتی‌های دریایی نیز موجود هستند).
اثربخشی واحدها در برابر حریفان از اصل سنگ کاغذ-قیچی (دو به دویی و تأثیرگذار بر دیگری گاه بدون اثر پذیری متقابل) پیروی می‌کند که در بیشتر بازی‌های استراتژی هم‌زمان یافت می‌شود، و ویژگی‌های حمله واحدها می‌تواند بسته به هر جناح متفاوت باشد.
تقریباً هر نوع ساختار در این سری به‌عنوان یک شاخه و گره‌های درخت فناوری عمل می‌کند و واحدها، ساختارها و توانایی‌های خاص هر جناح با ساخت و قرار دادن ساختارهای جدید در دسترس خواهد بود.
دسترسی به واحدها و توانایی‌های پیشرفته ممکن است در صورتی که سازه‌های مورد نیاز تخریب شوند یا در صورت عدم تأمین نیرو و انرژی کافی توسط سازه‌های "power plant" به‌طور موقت مسدود شوند.

### بخش چند نفره
هر بازی سری فرمان و تسخیر دارای قابلیت بازی چند نفره در برابر سایر بازیکنان است. هر جعبه سی‌دی تسخیر و فرمان حاوی دو نسخه از بازی بود که با یک خرید، امکان بازی چند نفره را فراهم می‌کرد. استودیو وستوود این را روی بسته‌بندی با شعار «یک نسخه دیگر، پس تو و دوستت می تونید هم‌دیگه رو نابود کنید» تبلیغ کرد.
این کار منجر شد که سری فرمان و تسخیر به اولین عنوان بازی RTS(استراتژی هم‌زمان) تبدیل شود که دارای بازی آنلاین رقابتی است.
و این مهم‌ترین عامل خارجی در موفقیت فرمان و تسخیر در نظر گرفته می‌شود. همه بازی‌های سری تا فرمان و تسخیر: هشدار قرمز ۲ دارای دو سی‌دی بودند که می‌شد از آنها برای این بخش استفاده کرد. بازی‌های بعدی این سری شامل این ویژگی نبودند.
فرمان و تسخیر: هشدار قرمز ۳ به دلیل اینکه اولین بازی RTS بود که امکان اجرای کمپین‌ها حتی به صورت آنلاین را فراهم می‌کرد، مورد توجه قرار گرفت.
بازی‌های قبلی این سری فقط از کمپین‌های تک نفره پشتیبانی می‌کردند. با این حال، اتصال به رایانه‌های دیگر برای کمپین فقط از طریق سرورهای EA امکان‌پذیر بود و نه با استفاده از LAN.
بازی‌های تولیدی وستوود از سیستم اختصاصی وستوود-آنلاین برای تسهیل بازی‌های چند نفره از طریق اینترنت استفاده می‌کنند. Renegade همچنین از گیم‌اسپای پشتیبانی می‌کند. بازی‌های تحت توسعه EA به استفاده از گیم‌اسپای ادامه دادند، اما پشتیبانی از وستوود-آنلاین را به نفع خود سرورهای EA گیمز کنار گذاشتند. سرورهای اصلی گیم‌اسپای نیز در سال ۲۰۱۳ خاموش شدند.

## بازی‌های این سری

### سری جنگ های تایبریوم(tiberium wars)
فرمان و تسخیر منتشر شده در ۲۶ سپتامبر ۱۹۹۵، اولین بازی از این سری است و عنوانی که در ابتدا ژانر استراتژی بلادرنگ را معروف و ترویج کرد. فرمان و تسخیر جناح‌های متخاصم پیش قدمان دفاع جهانی (GDI) و انجمن برادری ناد"Brotherhood of Nod" را رونمایی کرد.
فرمان و تسخیر به خوبی مورد استقبال قرار گرفت و به‌طور گسترده توسط منتقدان تحسین شد، منتقد منتقد وبگاه GameSpot، کریس هوداک دربارهٔ این بازی گفت: «بازی فرمان و تسخیر یکی از بهترین و درخشان‌ترین بازی‌های رایانه‌ای است که تا به حال دیده‌ام.»
فرمان و تسخیر به نمره کلی ۹۴٪ از وبگاه متاکریتیک رسیده‌است، و با بسته الحاقی عملیات مخفی برای این بازی که کمتر مورد استقبال در سال ۱۹۹۶ قرار گرفت و امتیاز کلی ۷۲٪ را به دست آورد.
سالی که C&C در آن اتفاق می‌افتد هرگز در بازی مشخص نشده‌است، اما Command &amp; Conquer: Renegade اشاره ای به رخ دادش بین سال‌های ۲۰۱۷–۲۰۲۰ دارد.
خورشید تایبریوم Command & Conquer: Tiberian Sun که در ۲۷ اوت ۱۹۹۹ منتشر شد، در سال ۲۰۳۰ اتفاق می‌افتد. درحالی که طرح اصلی فرمان و تسخیر حول یک فضایی با سیاست‌های جهانی متمرکز بود، خورشید تایبری این فضا را به یک فضای علمی تخیلی تر در مقابله با فضای آخرالزمانی تایبریوم که شروع به تصاحب بخش‌های وسیعی از اکوسیستم‌های زمین کرده بود، تغییر داد. در سال ۱۹۹۸، توسعه دهندگان خورشید تایبری استودیو وستوود توسط الکترونیک آرتس خریداری شد. با این حال، EA هیچ نقش مستقیمی در توسعه این عنوان نداشت. خورشید تایبری در مقایسه با نسل قبلی خود به شدت به فناوری‌های علمی تخیلی متکی است و یک موتور بازی سازی با ایزومتریک جدید و سطوح مختلف زمین را نشان می‌دهد تا تصوری از یک محیط سه بعدی واقعی تر القا کند.
ویدیوهای تمام-متحرک(FMV)(ترکیب ویدیوهای ضبط شده و عوامل بازی) نیز به صورت متفاوت تهیه می‌شوند. در حالی که کات سین‌های فرمان و تسخیر(۱۹۹۵) و فرمان و تسخیر: هشدار قرمز از دید اول شخص فیلمبرداری می‌شدند، خورشید تایبری از نماها و سبک سینمایی پیشین برای FMVهای خود با حضور بازیگرانی مانند جیمز ارل جونز و مایکل بین استفاده کرد.
Command &amp; Conquer: Renegade که در ۲۶ فوریه ۲۰۰۲ منتشر شد، در روزهای پایانی وقایع Command & Conquer اتفاق می‌افتد و آخرین بازی سری فرمان و تسخیر بود که توسط استودیو وستوود قبل از انحلالش در سال ۲۰۰۳ ساخته شد. برخلاف سایر بازی‌های این سری، Renegade یک بازی تیراندازی اول شخص است. اگرچه Renegade با دریافت میانگین نقدها، با امتیاز کلی ۷۵٪ در هر دو رتبه‌بندی متاکرتیک و گیم‌رنکینگز، به دلیل ویژگی آنلاین خود مورد تحسین قرار گرفت. گیم‌اسپای در سال ۲۰۰۲ جایزه "Wish it had been better" را به Renegade اعطا کرد و تک‌نفره را مورد نقد قرار داد اما بیان داشت که "بخش چند نفره C&C: Renegade مبتکرانه و سرگرم کننده بود".
بخش آنلاین این بازی برخلاف دیگر بازی‌های تیراندازای اول شخص امروزی به دلیل تشویق به کار گروهی و حملات هماهنگ مورد ستایش قرار گرفت.
فرماندهی و تسخیر: جنگ تایبریوم که در ۲۹ مارس ۲۰۰۷ منتشر شد، بازگشتی به حالت پیشین استراتژی بی‌درنگ سری فرمان و تسخیر بود. در دنباله مستقیم خورشید تایبری، نبرد تایبریوم در سال ۲۰۴۷ اتفاق می‌افتد و شامل رو نمایی از جناح مبارزه ای سوم، اسکرین"Scrin" می‌شود. این دنباله از هر دو گیم رنکینگر و متاکرتیک به امتیاز کلی ۸۵٪ دست یافت. مجله آمریکایی پی‌سی گیمر امتیاز 90% "Editor's Choice" به بازی داده و بیان می‌کند که "یکی از بزرگترین سری‌های RTS(استراتژی هم‌زمان) در تمام دوران است که به شکوه بازگشته"، در حالی که مجله بریتانیایی به آن امتیاز محفوظ ۸۲٪ داد با بیان"خوش آمدی به یک بازگشت کوچک".
مدت کوتاهی پس از انتشار نبرد تایبریوم، بسته الحاقیفرماندهی و تسخیر: خشم کین معرفی شد. خشم کین که در ۲۴ مارس ۲۰۰۸ منتشر شد، بازیکن را فقط به انجمن برادری ناد در حالت کمپین محدود می‌کرد، اگرچه گروه‌های اصلی و شش گروه فرعی جدید برای حالت استراتژیک جدید و حالت مسابقاتی «Skirmish» در دسترس بود. استقبال از این بازی عمدتاً مثبت بود و به نمره کلی ۷۷٪ دست یافت.
فرماندهی و تسخیر: گرگ و میش تایبریوم در ۱۶ مارس ۲۰۱۰ منتشر شد و با حذف مواردی چون جمع‌آوری کنندگان منابع و ساخت پایه در بازی‌های قبلی و همچنین حذف سومین جناح جناح اسکرین"Scrin"، نسبت به بازی قبلی این سری، شاهد تغییر بزرگی در گیم‌پلی بود. این بازی یک دنباله مستقیم بر خشم کین بود (البته مستقیماً از خط داستانی آن پیروی نمی‌کند) و در سال ۲۰۶۲ اتفاق می‌افتد، زمانی که تایبریوم به مرحله تکاملی بعدی خود رسیده‌است و به سرعت در حال گسترش در سرتاسر زمین است و به زودی آن را غیرقابل سکونت می‌کند.
Renegade X یک بازسازی رایگان ساخته‌شده از طرف فن ها (طرفداران) از روی سری Command & Conquer: Renegade است. توسعه دهندگان از الکترونیک گیمز برای انتشار بازی خود تاییدیه گرفتند و در ۲۶ فوریه ۲۰۱۴ به بتای آزاد خود وارد شد. Renegade X شامل یک کمپین تک نفره کوتاه به نام "Black Daw " است. الکترونیک گیمز در نوامبر ۲۰۱۸ طرح خود را برای ریمستر سری فرمان و تسخیر، از جمله بسته‌های الحاقی و هشدار قرمز، برای سیستم کامپیوتری‌های مدرن از طریق استودیو Petroglyph Games اعلام کرد و در ۵ ژوئن ۲۰۲۰ منتشر شد. مجموعه ریمستر شده امتیاز ۸۲ از ۱۰۰ در متاکریتیک را با ۴۸ نظر مثبت و ۱۰ ترکیب ممتنع و ۰ نظر منفی دریافت کرد که نشان‌دهنده استقبال عمومی مردم است. در کنار این نسخه، EA همچنین کد منبع‌های بازی‌های ساخت و سازی و سری هشدار قرمز را به کتابخانه‌های مادی به صورت متن باز منتشر کرد تا به بازیکنان اجازه دهد مادهای پیشرفته تر و بهتری برای بازی‌ها بسازند.

### سری هشدار قرمز
فرماندهی و تسخیر: هشدار سرخ ، منتشر شده در ۲۲ نوامبر ۱۹۹۶، در یک جهان دیگر در دهه ۵۰ از ۱۹۵۰ می‌گذرد و در اصل به عنوان پیش‌درآمدی برای فرمان و تسخیر و مقدمه ای برای سری تایبریوم ساخته شد. لوئیس کسل بیان داشت که ارتباط هشدار قرمز با سری تایبریوم یک «تجربه ناموفق» بوده‌است. هشدار قرمز، متفقین و شوروی را به عنوان جناح‌های رقیب معرفی می‌کند که تقریباً مشابه ناتو و پیمان ورشو در جنگ سرد هستند.
این بازی با استقبال خوبی از سوی منتقدان مواجه شد و، میانگین بیش از ۹۰ درصد از گیم‌رنکینگز و متاکریتیک، بالاترین میانگین امتیاز در بین بازی‌های سری فرمان و تسخیر، به‌دست‌آورد. برخلاف این، دو بسته الحاقی با عنوان‌های، Red Alert: Counterstrike و Red Alert: The Aftermath of هر دو به ترتیب با میانگین امتیازات ۶۳٪ و ۷۰٪ بازخوردی کمتر از میانگین را برای این سری دریافت کردند. هر دو افزونه به بازی ماموریت‌های بیشتر و واحدهای بیشتری اضافه کردند.
فقط برای پلی‌استیشن، نسخه‌ای جداگانه به نام Red Alert: Retaliation منتشر شد که شامل تمام نقشه‌ها، مأموریت‌ها و واحدهای Red Alert: Counterstrike و Red Alert: The Aftermath و همچنین دارای برخی از کات سین‌های فیلم‌برداری شده جدید، مخصوص این بازی بود. قبل از انتشار مجدد به صورت رایگان، در ۳۱ اوت ۲۰۰۸ توسط الکترونیک آترس، فرماندهی و تسخیر: هشدار سرخ بیش از سه میلیون نسخه را فروخته بود.
فرمان و تسخیر: هشدار قرمز ۲ در ۲۳ اکتبر ۲۰۰۰ منتشر شد. که شامل تهاجم شوروی به آمریکای شمالی با تانک‌ها، سربازان وظیفه، کشتی‌های هوایی غول آسا و سرپاور غول پیکر ضد-کشتی تحت کنترل ذهنی، بود. با وجود اینکه که بازی فاقد ارجاعی به سری تایبری بود، ارتباط اولین بازی هشدار قرمز نامشخص شد. با این حال، توسط سازندگان اصلی این سری که اکنون در Petroglyph Games کار می‌کنند، گفته شده‌است که هشدار قرمز ۲ در یک جهان موازی اتفاق می‌افتد که در نتیجه آزمایش‌های سفر در زمان که مدتی بعد از سری تایبری انجام شد، به وجود آمد. هشدار قرمز ۲ با امتیاز کلی ۸۶٪ از گیم‌رنکینگز نظراتی نسبتاً مثبت دریافت شد.
بسته الحاقی هشدار قرمز ۲، Command & Conquer: Yuri's Revenge، در ۱۰ اکتبر ۲۰۰۱ منتشر شد، در این سری شخصیت شوروی سابق به اسم یوری سعی در تسخیر جهان با فناوری کنترل ذهن و ارتش ویژه خود دارد. بسته الحاقی نظرات نسبتاً مثبتی دریافت کرد. گیم‌رنکینگز میانگین امتیاز ۸۵٪ گزارش براساس ۳۱ نظر گزارش داد که این بسته را به عنوان بهترین بسته الحاقی سری فرمان و تسخیر نشان می‌داد.
فرمان و تسخیر: هشدار قرمز ۳، در ۲۸ اکتبر ۲۰۰۸ در ادامه خط داستانی هشدار قرمز ۲ و روحیه بیشتری در مبارزات بازی در سری فرمان و تسخیر پیدا کرد.
این بازی نیروهای سرگرم‌کننده تر و جناح دیگری به نام "Empire of the Rising Sun" با پویا نمایی انیمه ای-ژاپن الهام گرفته از امپراتوری ژاپن اضافه کرد. تهیه‌کننده اجرایی کریس کوری در مصاحبه پیشا انتشار بازی هشدار قرمز ۳ اظهار داشت علاوه بر وجود جناح‌های مختلف قابل بازی کردن، در جناح‌هایی که خودشان طراحی می‌کنند می‌توانند بازی کنند.
این رویکرد باعث محبوبیت بیشتر هشدار قرمز ۳، با به‌دست آوردن میانگین امتیاز کلی ۸۲٪ در متاکریتیک، شد.
یک بسته الحاقی مستقل برای هشدار قرمز ۳ به نام، Command & Conquer: Red Alert 3 – Uprising، در ۱۲ مارس ۲۰۰۹ منتشر شد که به صورت منصفانه ای میانگین امتیاز پایین ۶۴٪ متاکریتیک، به‌دست‌آورد.
بازی مستقل قابل بارگیری برای پلی استیشن ۳ و ایکس باکس ۳۶۰ به نام Command & Conquer: Red Alert 3 - Commander's Challenge، منتشر شد که دارای مود "Commander's Challenge" همراه بسته الحاقی Uprising است.
Command & Conquer: Red Alert (2009 video game) در ۱۶ اکتبر ۲۰۰۹ برای iOS به همراه خط داستانی هشدار قرمز ۲، منتشر شد.
این بازی دارای دو جناح، اتحاد جماهیر شوروی و متفقین به همراه جناح سوم "Empire of the Rising Sun" که در بسته الحاقی اش اضافه شده‌است. این بازی در برخی از مناطق جهان در دسترس نیست (به عنوان نمونه انگلستان).
توسعه دهنده چینی تنسنت یک نسخه iOS جدید از هشدار قرمز را با استقبال بسیاری از طرفداران به صورت آنلاین، ساخته‌است.

### سری ژنرال‌ها
فرمان و تسخیر: ژنرال‌ها که در ۱۰ فوریه ۲۰۰۳ منتشر شد، دارای خط داستانی است که با دیگر بازی‌های سری فرمان و تسخیر ارتباطی ندارد. ژنرال‌ها در آینده ای نزدیک رخ می‌دهد و ایالات متحده، چین و سازمان تروریستی ساختگی، ارتش آزادی‌بخش جهانی، را دربرمی گیرد. Generals از موتوری به نام SAGE (یا Strategy Action Game Engine) استفاده می‌کند و اولین بازی استراتژی کاملاً سه بعدی از سری فرمان و تسخیر است. پس از انتشار، ژنرال‌ها اکثراً نقدهای مثبتی دریافت کرد. بر اساس ۳۴ بررسی و نظر دهی انجام شده متاکریتیک به آن امتیاز ۸۴ از 100 می‌دهد که شامل امتیاز ۹٫۳ از ۱۰ از IGN است. ژنرال‌ها همچنین جایزه بهترین بازی استراتژی ای۳ سال ۲۰۰۲ را از Game Critics Awards را دریافت کرده‌است. یکی از بررسی‌ها اشاره کرد که ژنرال‌ها اولین بازی استراتژیک فرما و تسخیر بود که شامل صحنه‌های تمام-متحرک(FMV) برای روایت داستان نیست و از رابط منحصر به فرد و مکانیک‌های ساخت پایگاه که مشخصهٔ تمام سری‌های قبلی RTS فرمان و تسخیر بود، فاصله گرفته‌است.
یک نسخه بسط یافته برای ژنرال‌ها به نام فرمان و تسخیر: ژنرال‌ها - ساعت صفر در ۲۲ سپتامبر ۲۰۰۳ برای پیشبرد خط داستانی منتشر شد. ساعت صفر ۹ ارتش جدید، بیش از ده‌ها مأموریت کمپین جدید و یک حالت گیم پلی به نام Generals" Challenge" را به بازی اضافه کرد. برخلاف ژنرال‌ها، ساعت صفر بازگشت فیلم‌های تمام-متحرک(FMV) به مجموعه را داشت. ساعت صفر تقریباً مشابه ژنرال‌ها، امتیاز کلی ۸۵٪ و ۸۴٪ از گیم‌رنکینگز و متاکریتیک دریافت کرد.
پس از اینکه EA Los Angeles گروه داخلی جدید خود را با نام "Danger Close" راه اندازی و تمرکز را به سری مدال افتخار معطوف داشت، EA استودیوی جدیدی به نام Victory Games راه اندازی کرد تا سری فرمان و تسخیر را ادامه دهد. در ۱۰ دسامبر ۲۰۱۱، الکترونیک آرتس پست کرد که بازی بعدی این سری، فرمان و تسخیر: ژنرال‌ها ۲ خواهد بود. سه روز بعد، یک بازی جدید و رایگان فرمان و تسخیر ام ام او(MMO) تحت وب در ارتباط با فرماندهی و تسخیر: اتحاد تایبریوم نیز در دست توسعه بود. در ۱۵ دسامبر، "Tiberium Alliances" یک بتای بسته را آغاز کرد.
در اوت ۲۰۱۲، ژنرال‌ها ۲ به یک بازی رایگان به نام فرمان و تسخیر (نسخه ۲۰۱۳) تغییر نام داد. بازی جدید بر اساس سری ژنرال‌ها ساخته می‌شد. با این حال، به دنبال بازخورد بازیکنانی که قادر به بازی آزمایشی آلفا بودند، بازی در اکتبر ۲۰۱۳ لغو و EA اعلام داشت که این سری ادامه خواهد داشت، اما از آن زمان هیچ اطلاع دیگری ارائه نکرده‌است.

### به‌تازگی
EA، بازی Command &amp; Conquer: Rivals را معرفی کرد که توسط استودیوی تازه تأسیس EA Redwood در دست توسعه بود و در دسامبر ۲۰۱۸ برای گوشی‌های اندرویدی و iOS منتشر شد.
Petroglyph Games نسخه‌های بازسازی‌شده "Command & Conquer Remastered Collection" را در ژوئن ۲۰۲۰ منتشر کرد، که در آن هر دو بازی شامل ویژگی‌هایی بروز شده و گیم‌پلی بهبود یافته بود و در عین حال دارای تمام الحاقیه‌هایی می‌شد که در ابتدا برای بازی‌ها منتشر شده بودند.

## گاه‌شماری

#### استودیو وستوود (۱۹۹۵–۲۰۰۲)
- ۱۹۹۵ - فرماندهی و تسخیر
  - ۱۹۹۶ - فرماندهی و تسخیر - عملیات مخفی
- ۱۹۹۶ - فرمان و تسخیر: هشدار قرمز
  - ۱۹۹۷ - فرماندهی و تسخیر: هشدار قرمز - ضد حمله
  - ۱۹۹۷ - Command & Conquer: Red Alert - The Aftermath
  - ۱۹۹۸ - فرماندهی و تسخیر: هشدار قرمز - تلافی
- 1997 - Command & Conquer: Sole Survivor
- 1999 - Command & Conquer: Tiberian Sun
  - 2000 -Command & Conquer: Tiberian Sun – Firestorm
- ۲۰۰۰ - فرمان و تسخیر: هشدار قرمز ۲
  - ۲۰۰۱ - فرمان و تسخیر: انتقام جویی یوری
- 2002 - Command & Conquer: Renegade

#### EA لس آنجلس(۲۰۰۳–۲۰۱۰)
- ۲۰۰۳ - فرماندهی و تسخیر: ژنرال‌ها
  - ۲۰۰۳ - فرمان و تسخیر: ژنرال‌ها - ساعت صفر
- ۲۰۰۷ - فرماندهی و تسخیر: جنگ تایبریوم
  - ۲۰۰۸ - فرماندهی و تسخیر: خشم کین
- ۲۰۰۸ - فرمان و تسخیر: هشدار قرمز ۳
  - 2009 - Command & Conquer: Red Alert 3 – Uprising
  - 2009 - Command &amp; Conquer: Red Alert 3 - Commander's Challenge
- ۲۰۱۰ – فرماندهی و تسخیر: گرگ و میش تایبریوم

#### EA Phenomic (2011)
- ۲۰۱۲ - فرماندهی و تسخیر: اتحاد تایبریوم

#### EA استودیو ردوود (۲۰۱۸–)
- 2018 - Command &amp; Conquer: Rivals

#### Petroglyph Games (2020)
- 2020 - Command & Conquer Remastered Collection

### بیشتر بخوانید..
بازی‌های لغو شده فرمان و تسخیر

## موسیقی سری
بیشتر موسیقی این مجموعه توسط فرانک کلپاکی، صدا پیشه و آهنگساز پیشین موسیقی بازی‌های ویدیویی استودیو وستوود برای بازی‌های قدیمی ساخته و تولید شده بود، و پس از انحلال استودیو وستوود در سال ۲۰۰۳، وظایف آهنگسازی توسط چندین فرد دیگر انجام شد.
کلپاکی در سال ۲۰۰۸ به سریال بازگشت تا در ساخت موسیقی متن، فرمان و تسخیر: هشدار قرمز ۳ کمک کند.
این موسیقی با استقبال مثبت منتقدان مواجه شد، هرچند که تمجیدها از آثار قبلی بیشتر بود.
موسیقی متن اصلی فرمان تسخیر: هشدار قرمز توسط فرنک کلپاکی ساخته شد و توسط مجلات پی‌سی گیمر و گیم‌اسلایس به عنوان بهترین موسیقی متن بازی سال ۱۹۹۶ انتخاب شد. از جمله معروف‌ترین آهنگ‌های او از این مجموعه، تم هشدار قرمز با عنوان "Hell March" است که سبک بازی را با ریف‌هایی (الگویی ریتمیک با چندین بار تکرار در قطعه موسیقی) هیجان بخش گیتار الکتریکی، صدای پاهای همراه شده با سرودهای راهپیمایی، به صورت دراماتیک برجسته می‌کند.
در ابتدا قرار بود برای گروه انجمن برادری ناد در گسترش عملیات مخفی(Covert Operations) به بازی اصلی فرمان و تسخیر سال ۱۹۹۵ استفاده شود، این آهنگ در نهایت به عنوان موسیقی اصلی سری هشدار قرمز انتخاب و نسخه دوم "Hell March" به‌طور ویژه برای فرمان و تسخیر: هشدار قرمز ۲ ساخته شد.
گفتاوردی از فرانک کلپاکی به متن اصلی:
After C&C came out we wasted no time kicking out Covert Ops. I wrote some more ambient style themes they asked me for, and then I began tinkering with this heavy metal song that I was trying to gear towards Nod for the next big C&C game. Brett Sperry came in my office and said "You got anything I can hear for the new C&C?" I played it for him. He said "What's the name of this one?" I said "Hell March". He said "That's the signature song for our next game".— Frank Klepacki، Senior Composer

## دستاورد
سری فرمان و تسخیر بیش از ۳۰ میلیون بازی تا سال ۲۰۰۹ به فروش رساند. در سال ۱۹۹۷، Screen Digest گفت که «احتمالاً این سری بزرگترین سری سرگرمی بر روی سی‌دی-رام رایانه‌های شخصی تا به امروز است.»
بازی‌های این سری تقریباً در وب‌سایت‌های بازبینی جمعی بازی‌های ویدیویی گیم‌رنکینگز و متاکریتیک، که داده‌هایی از وب‌سایت‌های نقد متعدد جمع‌آوری می‌کنند، امتیاز بالایی کسب کرده‌اند.
همان‌طور که در جدول زیر اشاره شده، بالاترین امتیاز بازی فرمان و تسخیر با امتیاز ۹۴٪ از متاکریتیک است. بالاترین امتیاز میانگین بازی در هر دو سایت، فرمان و تسخیر: هشدار قرمز با میانگین کمی بیش از ۹۰٪ است. به‌عنوان یک سری، بازی‌های سری فرمان و تسخیر زمانی که بسته‌های الحاقی را شامل می‌شوند، میانگین امتیازات تقریباً ۸۰٪ و بدون آنها تقریباً ۸۴٪ بوده‌است.
سابقه طولانی فرمان و تسخیر باعث که گینس، شش سری رکورد جهانی را در کتاب رکوردهای جهانی گینس: "Gamer's Edition 2008" به این سری اهدا کند. این رکوردها عبارتند از: «بیشترین فروش سری RTS»، «بیشترین تعداد پلتفرم برای یک RTS» و «طولانی‌ترین بازیگری در قالب بازی ویدیویی» برای جوزف دی. کوکان، که نقش کین، مغز متفکر شرور این مجموعه را برای ۱۵ سال بازی کرده‌است.
| بازی                                         | سال  | رتبه‌بندی بازی‌ها | متاکریتیک |
| -------------------------------------------- | ---- | --------------- | --------- |
| فرمان و تسخیر                                | ۱۹۹۵ | 84.33%          | 94%       |
| عملیات مخفی                                  | ۱۹۹۶ | 72%             | 86%       |
| تنها بازمانده                                | ۱۹۹۷ | 62%             | –         |
| Command &amp; Conquer 2: Tiberian Sun        | ۱۹۹۹ | ۸۰ درصد         | 84%       |
| طوفان آتش                                    | ۲۰۰۰ | ۷۳ درصد         | 85%       |
| Command &amp; Conquer: Renegade              | ۲۰۰۲ | ۷۵ درصد         | 75%       |
| Command & Conquer 3: Tiberium Wars           | ۲۰۰۷ | 85%             | 85%       |
| خشم کین                                      | ۲۰۰۸ | 77%             | ۷۷ درصد   |
| Command & Conquer 4: Tiberian Twilight       | ۲۰۱۰ | 63%             | 64%       |
| Command & Conquer: Red Alert                 | ۱۹۹۶ | 91%             | 90%       |
| ضد حمله                                      | ۱۹۹۷ | 63%             | 83%       |
| عواقب                                        | ۱۹۹۷ | 70%             | 85%       |
| Command & Conquer: Red Alert 2               | ۲۰۰۰ | 86%             | 84%       |
| انتقام یوری                                  | ۲۰۰۱ | 85%             | 86%       |
| Command & Conquer: Red Alert 3               | ۲۰۰۸ | 81%             | 82%       |
| قیام                                         | ۲۰۰۹ | 65%             | 64%       |
| فرماندهی و تسخیر: ژنرال‌ها                    | ۲۰۰۳ | 85%             | 84%       |
| ساعت صفر                                     | ۲۰۰۳ | 84%             | 83%       |
| Command &amp; Conquer: Remastered Collection | ۲۰۲۰ | 82%             | –         |

## بن‌مایه
1. ↑  "Command and Conquer: Rivals." EA.com. Retrieved 2019-12-18.
2. ↑  "Command & Conquer (PSP)". IGN. Archived from the original on 2009-02-05. Retrieved 2009-03-16.
3. ↑  "Vampires, Video Games, Virtual Reality". Computer Gaming World. November 1993. pp. 120–121. Retrieved 28 March 2016.
4. ↑  "Command & Conquer Classics". Archived from the original on February 14, 2010. Retrieved 2010-04-27.
5. ↑  "Command and Conquer". commandandconquer.com.
6. ↑  McWhertor, Michael (29 October 2013). "EA cancels Command & Conquer, closes development studio". polygon.com.
7. 1 2  Mallinson, Paul (2002-05-31). "Games that changed the world: Command & Conquer". CVG magazine. Retrieved 2006-12-22.
8. 1 2  Porter, Will. "Command & Conquer - Origins". Computerandvideogames staff. Retrieved 2008-05-29.
9. ↑  Dan Stapleton Goodbye, And Thank You From The GameSpy Team بایگانی‌شده  در فوریه ۲۲, ۲۰۱۳ توسط Wayback Machine Feb 21, 2013
10. ↑  "The tale of a release date". C&C Communications Center. 2018-01-29. Retrieved 2018-01-31.
11. ↑  "Command & Conquer". Metracritic. Archived from the original on 29 September 2007. Retrieved 2007-04-25.
12. ↑  Adams, Dan (2006-04-07). "The State of the RTS". IGN. Archived from the original on April 9, 2006. Retrieved 2008-05-22.
13. ↑  Geryk, Bruce. "A History of Real-Time Strategy Games". GameSpot. Archived from the original on 19 August 2007. Retrieved 2008-05-22.
14. ↑  Walker, Mark H. "Strategy Gaming: Part II". GameSpy. Archived from the original on 2008-06-26. Retrieved 2008-05-22.
15. ↑  Hudak, Chris (1996-05-01). "Command & Conquer Review". GameSpot. Retrieved 2012-08-26.
16. 1 2  "Command & Conquer". Metacritic. Archived from the original on 29 September 2007. Retrieved 2009-08-08.
17. 1 2  "Command & Conquer". GameRankings. Archived from the original on 12 June 2018. Retrieved 2009-08-08.
18. ↑  "Command & Conquer: Renegade". IGN. Archived from the original on 2010-08-08. Retrieved 2007-11-24.
19. ↑  "GameSpy's Game of the year awards 2002". GameSpy. 2002. Archived from the original on 2009-04-12. Retrieved 2009-08-08.
20. ↑  "Game Over Online Magazine - Command & Conquer: Renegade". Game Over Online Magazine. 2002-04-09. Retrieved 2009-08-12.
21. ↑  "Software Retailers on full alert as Westwood Studios' Red Alert Ships (Archive.org)". Westwood Studios. 1996-11-22. Archived from the original on June 5, 1997. Retrieved November 1, 2016.
22. ↑  "Westwood Studios Official Command & Conquer: Red Alert FAQ List". Westwood Studios. 1997-10-24. Archived from the original on 2017-03-14. Retrieved 2007-04-23.
23. ↑  "GameSpy Red Alert 2". GameSpy. Archived from the original on 2008-12-21. Retrieved 2009-08-08.
24. ↑  «Video Game Reviews, Articles, Trailers and more - Metacritic». www.metacritic.com. دریافت‌شده در ۲۰۲۲-۰۶-۰۶.
25. ↑  "'Red Alert Online' is coming to mobile devices, and people are not happy". Digital Trends (به انگلیسی). 2018-04-23. Retrieved 2018-04-28.
26. ↑  "Command & Conquer: Generals for PC Reviews, Ratings, Credits, and More". Metacritic. Archived from the original on 9 February 2010. Retrieved 6 June 2022.
27. ↑  "Command & Conquer Generals - PC Review". IGN.
28. ↑  "2002 Game Critics Awards". GameCriticsAwards.com. Retrieved 2009-08-15.
29. ↑  "The Armchair Empire - PC Reviews: Command & Conquer - Generals Score: 7.9 / 10". Omni. 2003-06-08. Archived from the original on 2003-06-17. Retrieved 2006-02-22.
30. ↑  "Command and Conquer Generals: Zero Hour - EA Games". ea.com.
31. ↑  "EA Starts New Strategy Studio: Victory Games". 2011-02-24. Archived from the original (Interview) on 2013-03-12.
32. ↑  "Generals 2 Website". Archived from the original on 2011-12-10.
33. ↑  "Tiberium Alliances Website".
34. ↑  "Command & Conquer Alliances - NEWS". Electronic Arts. 2011-12-15. Retrieved 2011-12-19.
35. ↑  Sinclair, Brendan (2012-08-15). "Next Command & Conquer goes free-to-play". GameSpot. Retrieved 2012-08-18.
36. ↑  "EA Cancels C&C game and shutsdown studio". Retrieved 29 October 2013.
37. ↑  "Command & Conquer development to resume under new studio - PC Invasion". incgamers.com. 17 November 2013. Archived from the original on 10 March 2015. Retrieved 6 June 2022.
38. ↑  Scammell, David (November 19, 2013). "Cancelled Command & Conquer to continue development at new studio: Free-to-play Command & Conquer brought back from the dead". VideoGamer. Pro-G Media Ltd. Retrieved January 26, 2014.
39. ↑  "Command & Conquer: Rivals".
40. ↑  Klepacki, Frank. "COMMENTARY: Behind the Red Alert Soundtrack". frankklepacki.com. Retrieved 2006-07-27.
41. ↑  Klepacki, Frank. "COMMENTARY: Behind the C&C Soundtrack". frankklepacki.com. Retrieved 2006-07-27.
42. ↑  Klepacki, Frank (2009-07-27). "Frank Klepacki: Behind the music of the first Command & Conquer". FaceBook.com. Retrieved 2009-08-08.
43. ↑  "EA Los Angeles Announces the Development of Command & Conquer 4" (Press release). Electronic Arts. 2009-07-09. Archived from the original on 2011-07-10. Retrieved 2009-07-11.
44. ↑  "Command & Conquer: The covert operations". GameRankings. Archived from the original on 9 December 2019. Retrieved 2009-08-08.
45. ↑  "Command & Conquer: The covert operations". Metacritic. Retrieved 2015-05-27.[پیوند مرده]
46. ↑  "Command & Conquer: sole survivor". GameRankings. Archived from the original on 9 December 2019. Retrieved 2009-08-08.
47. ↑  "Command & Conquer: Tiberian Sun". GameRankings. Archived from the original on 2 January 2018. Retrieved 2009-08-08.
48. ↑  "Command & Conquer: Tiberian Sun". Metacritic. Retrieved 2015-05-27.
49. ↑  "Command & Conquer: Tiberian Sun Firestorm". GameRankings. Archived from the original on 9 December 2019. Retrieved 2009-08-08.
50. ↑  "Command & Conquer: Tiberian Sun Firestorm". Metacritic. Retrieved 2015-05-27.
51. ↑  "Command & Conquer: Renegade". GameRankings. Archived from the original on 15 July 2017. Retrieved 2009-08-08.
52. ↑  "Command & Conquer: Renegade". Metacritic. Archived from the original on 31 May 2010. Retrieved 2009-08-08.
53. ↑  "Command & Conquer 3: Tiberium Wars". GameRankings. Archived from the original on 21 January 2018. Retrieved 2009-08-08.
54. ↑  "Command & Conquer 3: Tiberium Wars". Metacritic. Archived from the original on 9 February 2010. Retrieved 2009-08-08.
55. ↑  "Command & Conquer 3: Kane's Wrath". GameRankings. Archived from the original on 9 December 2019. Retrieved 2009-08-08.
56. ↑  "Command & Conquer 3: Kane's Wrath". Metacritic. Archived from the original on 16 June 2010. Retrieved 2009-08-08.
57. ↑  "Command & Conquer 4: Tiberian Twilight". GameRankings. Retrieved 2013-07-28.
58. ↑  "Command & Conquer 4: Tiberian Twilight". Metacritic. Archived from the original on 15 April 2012. Retrieved 2010-03-27.
59. ↑  "Command & Conquer: Red Alert". GameRankings. Archived from the original on 7 September 2009. Retrieved 2009-08-08.
60. ↑  "Command & Conquer: Red Alert". Metacritic. Archived from the original on 16 June 2010. Retrieved 2009-08-08.
61. ↑  "Command & Conquer: Red Alert Counterstrike". GameRankings. Archived from the original on 9 December 2019. Retrieved 2009-08-08.
62. ↑  "Command & Conquer: Red Alert Counterstrike". Metacritic. Retrieved 2015-05-27.
63. ↑  "Command & Conquer: Red Alert The Aftermath". GameRankings. Archived from the original on 9 December 2019. Retrieved 2009-08-08.
64. ↑  "Command & Conquer: Red Alert The Aftermath". Metacritic. Retrieved 2015-05-27.
65. ↑  "Command & Conquer: Red Alert 2". GameRankings. Archived from the original on 9 January 2018. Retrieved 2009-08-08.
66. ↑  "Command & Conquer: Red Alert 2". Metacritic. Archived from the original on 9 February 2010. Retrieved 2009-08-08.
67. ↑  "Command & Conquer: Red Alert 2 Yuri's Revenge". GameRankings. Archived from the original on 13 April 2016. Retrieved 2009-08-08.
68. ↑  "Command & Conquer: Red Alert 2 Yuri's Revenge". Metacritic. Archived from the original on 16 February 2010. Retrieved 2009-08-08.
69. ↑  "Command & Conquer: Red Alert 3". GameRankings. Archived from the original on 9 January 2018. Retrieved 2009-08-08.
70. ↑  "Command & Conquer: Red Alert 3". Metacritic. Archived from the original on 15 April 2012. Retrieved 2009-08-08.
71. ↑  "Command & Conquer: Red Alert 3 Uprising". GameRankings. Archived from the original on 9 December 2019. Retrieved 2009-08-08.
72. ↑  "Command & Conquer: Red Alert 3 Uprising". Metacritic. Archived from the original on 20 June 2010. Retrieved 2009-08-08.
73. ↑  "Command & Conquer: Generals". GameRankings. Archived from the original on 2 January 2018. Retrieved 2009-08-08.
74. ↑  "Command & Conquer: Generals". Metacritic. Archived from the original on 9 February 2010. Retrieved 2009-08-08.
75. ↑  "Command & Conquer: Generals - Zero Hour". GameRankings. Archived from the original on 19 May 2017. Retrieved 2009-08-08.
76. ↑  "Command & Conquer: Generals - Zero Hour". Metacritic. Archived from the original on 26 March 2010. Retrieved 2009-08-08.
77. ↑  "Command & Conquer: Remastered Collection". Metacritic. Retrieved 2020-01-26.